# Daniel Lozakovich
Daniel Lozakovitj, född 1 april 2001 i Stockholm, är en svensk violinist. Han har framträtt på många musikfestivaler världen över[källa behövs]. 2014 studerade han vid högskolorna i Karlsruhe och Wien.
Han började spela violin som sexåring. Två år senare debuterade han som solist med Moskvas virtuosorkester i Moskvas internationella musikcenter (Московский международный Дом музыки, Moskovskij mezjdunarodnyj dom muzyki).
Han uppträdde också under Victoriadagen 2014.

### Fotnoter
1. ↑  Daniel Lozakovitj -- Menuhin Competition 2014 -- Junior Finals, Part 2, på Youtube. Läst 2015-06-15.
2. ↑  "Fiolen är som en magisk kraft", Dagens Nyheter 2014-08-17. Läst 2015-06-15.
3. ↑  Stockholms Konserthus Arkiverad 6 oktober 2014 hämtat från the Wayback Machine.
4. ↑  Daniel Lozakovitj - Aktuella artister – Stockholms Konserthus Arkiverad 25 juni 2016 hämtat från the Wayback Machine.
5. ↑  ”SVT1 2014-07-14”. Svensk mediedatabas. 14 juli 2014. http://smdb.kb.se/catalog/id/003514804. Läst 15 juni 2015.